# Luise Adelgunde Victorie Gottsched
Luise Adelgunde Victorie Gottsched (ur. 11 kwietnia 1713 w Gdańsku, zm. 26 czerwca 1762 w Lipsku) – niemiecka pisarka okresu oświecenia.

## Życiorys
Była córką Johanna Georga Kulmusa (1680–1731), doktora medycyny z Gdańska, oraz Kathariny Dorothei ze Schwenków. Wychowywała się w postępowym domu. Rodzice umożliwili jej dostęp do literatury i poezji. W wieku 14 lat pisała wiersze, które zainteresowały Johanna Christopha Gottscheda (1700–1766). Poznał ją w 1729 w Gdańsku i odtąd był jej korespondencyjnym nauczycielem. Jednocześnie starał się o jej rękę, czemu sprzeciwiała się matka. Ostatecznie w 1735 w Gdańsku wzięli ślub. Nie mieli dzieci.
Luise zamieszkała w Lipsku jako zręczna przyjaciółka Gottscheda. Później z poręczenia męża uczyła się łaciny, słuchała jej wykładów o retoryce i sztuce poetyckiej, korzystając z uchylonych drzwi do sali wykładowej. Szybko rozwinęła intensywną działalność literacką – pisała ody i wiersze okolicznościowe oraz artykuły do czasopism, które wydawał jej mąż. Dla czasopisma "Deutsche Schaubühne" przetłumaczyła 11 dramatów i napisała 5 własnych ("Die ungleiche Heyrath", 1743; "Die Hausfranzösin, oder die Mammsell", 1744; "Panthea", 1744; "Das Testament", 1745; "Herr Witzling", 1745). Tłumaczyła artykuły z angielskiego i francuskiego, co pomagało mężowi w pracy naukowej. Współpracowała z nim w reformie teatru. Pisała komedie. Tworzyła przekłady i opracowania sztuk teatralnych. Prowadziła jego korespondencję, kopiowała teksty jego sztuk.
Większość jej utworów ukazywała się pod nazwiskiem męża, w ramach redagowanych przez niego czasopism i wydawnictw zbiorowych. Znana była pod pseudonimem Gottschedin. Jest nazywana „niemieckim Wolterem”. Podejmowała tematy społeczne i filozoficzne, słynęła z ironii i dowcipu oraz ostrego języka. Krytykowała bigoterię, seksizm oraz podwójne standardy między mężczyznami i kobietami w niemieckim społeczeństwie.
Była pierwszą kobietą w Niemczech, która pisała komedie i tragedie. Jej najbardziej znana sztuka to oświeceniowa satyra Die Pietisterey im Fischbein-Rocke. Jej listy do przyjaciółki Dorothei von Runckel, z którą łączyła ją bliska relacja, to pierwsza opublikowana drukiem korespondencja dwóch kobiet.